# Maria Johansson
Maria Gunilla Johansson Tovle (* 7. April 1956 in Stockholm) ist eine schwedische Schauspielerin, Regisseurin und Professorin an der Stockholm Academy of Dramatic Arts. Bekannt wurde sie in der Rolle der Tjorven in den Verfilmungen von Astrid Lindgrens Roman Ferien auf Saltkrokan.

## Leben
Bereits im Alter von vier Jahren nahm Johansson zusammen mit ihrer Schwester an einem Theaterkurs teil. 1963 bewarb sie sich für die Rolle der Tjorven und spielte diese in den zwischen 1964 und 1967 produzierten Serienfolgen bzw. Spielfilmen Ferien auf der Kräheninsel, Der verwunschene Prinz, Das Trollkind und Die Seeräuber.
Von 1978 bis 1981 besuchte sie die Swedish National Academy of Mime and Acting. Im Anschluss war sie als Schauspielerin in Film, Fernsehen und Theater sowie im Radio tätig. 1998 begann sie eine Karriere als Regisseurin und war in dieser Funktion an verschiedenen Theatern tätig. Darüber hinaus schrieb sie Hörspiele für Kinder, schrieb Bücher für Kinderfernsehserien und Bühnenproduktionen und unterrichtete an der Opernakademie in Stockholm.
2012 promovierte sie mit der Dissertationsschrift Skådespelarens praktiska kunskap (deutsch Das praktische Wissen des Schauspielers) zur Ph.D.
Sie ist Professorin an der Stockholm Academy of Dramatic Arts. Ihre Stelle ist geteilt: zu 50 % ist sie in der Abteilung für Schauspielerei und zu 50 % in der Abteilung für Bildung und Forschung tätig.

## Filmografie (Auswahl)
- 1964: Ferien auf der Kräheninsel (Vi på Saltkråkan, Fernsehserie, 13 Folgen)
- 1964: Der verwunschene Prinz (Tjorven, Båtsman och Moses)
- 1965: Das Trollkind (Tjorven och Skrållan)
- 1966: Die Seeräuber (Tjorven och Mysak)
- 1981: Tuppen
- 1982: The Simple-Minded Murderer (Den enfaldige mördaren)
- 1987: Daghemmet Lyckan (Miniserie)
- 1991: Storstad (Fernsehserie, 3 Folgen)